# Kohezin
Kohesin je proteinski kompleks koji reguliše separaciju hromatida tokom ćelijske deobe, bilo mitoze ili mejoze.

## Literatura
- Michaelis C, Ciosk R, Nasmyth K (1997). „Cohesins: chromosomal proteins that prevent premature separation of sister chromatids”. Cell. 91 (1): 35—45. PMID 9335333. doi:10.1016/S0092-8674(01)80007-6.
- Guacci V, Koshland D, Strunnikov A (1997). „A Direct Link between Sister Chromatid Cohesion and Chromosome Condensation Revealed through the Analysis of MCD1 in S. cerevisiae”. Cell. 91 (1): 47—57. PMC 2670185 . PMID 9335334. doi:10.1016/S0092-8674(01)80008-8.
- Tóth A, Ciosk R, Uhlmann F, Galova M, Schleiffer A, Nasmyth K (1999). „Yeast Cohesin complex requires a conserved protein, Eco1p(Ctf7), to establish cohesion between sister chromatids during DNA replication”. Genes Dev. 13 (3): 320—33. PMC 316435 . PMID 9990856. doi:10.1101/gad.13.3.320.
- Uhlmann F, Lottspeich F, Nasmyth K (1999). „Sister-chromatid separation at anaphase onset is promoted by cleavage of the cohesin subunit Scc1”. Nature. 400 (6739): 37—42. PMID 10403247. doi:10.1038/21831.

## Spoljašnje veze
- cohesin на 